# FUN (Bootsklasse)
Der Klassenname FUN bedeutet Formule UNe, auf Deutsch Einheitsklasse. Die Idee hinter der FUN war es, ein schnelles, preiswertes Boot zu entwerfen, bei dem aufgrund der Klassenvorschriften die einzelnen Schiffe sehr gut vergleichbar sind.
Der Riss stammt von den Yachtdesignern Joubert & Nivelt, die Lizenzrechte sind im Besitz der Klassenvereinigung, die die Lizenz an jeweils eine Werft vergibt. Dies garantiert im Gegensatz zu anderen Klassen, die von einer Werft gebaut und später eingestellt wurden, den Weiterbestand der Klasse unabhängig von der Unternehmenspolitik einer Werft. So wurde die FUN bis 1988 von Jeanneau gebaut, derzeit kommen die Boote aus der Lillia-Werft, die einige Detailverbesserungen vorgenommen und sehr viel am Finish getan hat.
Insgesamt wurden bis heute weltweit etwa 650 Einheiten gebaut, von denen ein hoher Prozentsatz im regelmäßigen Regattaeinsatz ist. In Deutschland sind rund 40 Einheiten vorhanden, von denen etwa die Hälfte im Regattasport eingesetzt werden.
Die FUN ist mit einem Gesamt-Trailergewicht von etwa 1.300 kg und dem Schwenkkiel ein leicht zu transportierendes, kompaktes Sportboot, das sogar geslippt werden kann. Internationale Regatten für FUNs finden bei der Travemünder Woche, dem Bol d’Or am Genfersee oder der Centomiglia am Gardasee statt. Die FUN wird mit drei oder vier Personen gesegelt und ist nach Yardstick (DSV 105, Bodensee 107), IMS und ORC vermessen.
Die FUN wurde ursprünglich für Regatten an der Meeresküste gebaut. Dies zeigt sich an der massiven Bauweise (Volllaminat, Deck und Plichtbereich teilweise Balsa-Sandwich) und an den hohen Stabilitätswerten (Stabilitätsindex nach IMS: 107,4. positive Stabilität bis 116 Grad Krängung, Ballastanteil 45 %). Sie ist unsinkbar und unkenterbar. Die stabile Bauweise führt dazu, dass alte Boote keinesfalls benachteiligt sind, sondern regelmäßig Siege und gute Platzierungen einfahren.
Die Besegelung der FUN sorgt für hervorragende Handlichkeit bei Starkwind, wo die Genua durch eine Selbstwendefock ersetzt wird; das Großsegel lässt sich reffen.
Bei gutem Trimm kommt die FUN ab vier Beaufort ins Surfen und erreicht dann Geschwindigkeiten, die bis zum Doppelten der nominellen Rumpfgeschwindigkeit von knapp 5,7 Knoten reichen. Das Boot ist im Verhalten gutmütig, dass es auch zum Fahrten- und Spaßsegeln mit kleiner Crew oder Einhand eignet.
Die Klasse ist mit Klassenvereinigungen in Italien, Frankreich, Österreich, Schweiz, Großbritannien, Kroatien, USA und Deutschland international vertreten, es wurden auch schon FUNs in Thailand gesichtet. FUN-Schwerpunkt in Deutschland ist das Zwischenahner Meer.